# Камышевидник
Камышевидник, или Камышевник (лат. Scirpoides), — род травянистых растений семейства Осоковые (Cyperaceae), распространённый в Евразии, Северной и Южной Африке и на юге Северной Америки.

## Ботаническое описание
Многолетние травянистые плотнодерновинные растения. Корневища укороченные. Стебли простые, цилиндрические. Листья линейные, желобчатые, нижние редуцированы почти до влагалищ.
Колоски мелкие, многоцветковые, собраны в плотные, шаровидные, головчатые, ложнобоковые (из-за нижнего прицветного листа) соцветия, в числе (1)2—4(6). Цветки обоеполые, сидячие. Околоцветник отсутствует. Тычинок 3. Завязь верхняя, одногнёздная; рылец 3, ворсинчатые. Плод — трёхгранный орешек.

## Таксономия
Род Камышевидник, по данным Королевских ботанических садов Кью, включает 4 вида:
- Scirpoides burkei (C.B.Clarke) Goetgh., Muasya & D.A.Simpson (2000)
- Scirpoides holoschoenus (L.) Soják (1972) — Камышевидник обыкновенный
- Scirpoides mexicana (C.B.Clarke ex Britton) Goetgh. ex C.S.Reid & J.R.Carter (2017)
- Scirpoides varia Browning (2011)